# 河西和久
河西 和久（かさい かずひさ、1961年8月24日 - ）は、日本のカメラマン。
16歳の時に書いた漫画の原作が週刊少年ジャンプで連載されている。 『暴走ハンター』（1980年34号～1980年47号）: 河西和久（原案）・次原隆二 （画）。
蒲田にある日本工学院専門学校・映像科6期卒業
2000年に『映画版未来日記 The Future Diary On The Film 』に撮影カメラマンとして参加している。
（制作技術 スウィッシュ・ジャパンのメンバーとして参加）
| スタブアイコン | サブスタブ | この項目は、まだ閲覧者の調べものの参照としては役立たない、人物に関連した書きかけの項目です。この項目を加筆・訂正などしてくださる協力者を求めています（P:人物伝/PJ:人物伝）。 |